# Die Tänzerin (2016)
Die Tänzerin (Originaltitel: La danseuse) ist ein französischer Tanzfilm von Stéphanie Di Giusto aus dem Jahr 2016. Er behandelt, teilweise fiktiv, das Leben der avantgardistischen Tänzerin Loïe Fuller.

## Handlung
Amerika im Jahr 1892: Mary Louise Fuller ist Mitte 20, lebt mit ihrem Vater in der amerikanischen Wildnis und träumt davon, Schauspielerin zu werden. Als ihr Vater erschossen wird, flieht sie zu ihrer Mutter in ein Damenkonvent nach Brooklyn. Ihr erstes Engagement als Schauspielerin endet mit freizügigen Fotos und ihrer Vergewaltigung durch den Fotografen. Beim zweiten Engagement soll sie mit zu langem Rock eine hypnotisierte Patientin spielen. Als sie auf der Bühne über ihren Rock stolpert, rafft sie ihn notgedrungen und beginnt mit den Stoffbahnen spielend zu tanzen. Das Publikum ist begeistert. Mary Louise gibt sich den Künstlernamen Loïe Fuller und beginnt an ihrer Tanzkarriere zu arbeiten. Aus Laken näht sie sich einen weiten Umhang, ihre Arme verlängert sie durch lange Holzstangen und bringt die Stoffbahnen durch Armkreisen in Bewegung. Sie tritt in der Pause in ihrem Theater auf und die Besucher sind begeistert. Ihr Auftritt erregt auch das Interesse des Grafen Louis d’Orsay, der ihr leichteren Stoff für ein neues Kostüm schenkt. Er empfiehlt ihr, nach Paris zu gehen, da das Varietétheater Folies Bergère ihrem modernen Tanz eine echte Chance geben würde und sie in Frankreich ihre Kunst auch schützen lassen kann. Als Loïe erkennt, dass andere Tänzerinnen ihren Tanz imitieren, stiehlt sie Louis kurzerhand Geld und reist nach Paris.
In Paris kann sie den Direktor des Folies Bergère, Edouard Marchand, nicht von ihrem Können überzeugen, doch seine Assistentin Gabrielle Bloch ist von Loïe angetan und erhält zwei Wochen Zeit, um Edouard und das Publikum von Loïes Können zu überzeugen. Andernfalls werden beide Frauen entlassen. Loïe beginnt hart zu trainieren, lässt das weiße Kostüm deutlich vergrößern und entwirft eine für die Zeit außergewöhnliche Lichtregie. Ihr Auftritt zu Antonio Vivaldis Der Frühling wird ein sensationeller Erfolg. Kurze Zeit später trifft Louis in Paris ein. Er ist verschuldet; Loïe kommt für seine Schulden auf und zieht mit Gabrielle und zahlreichen Tänzerinnen in sein Schloss ein. Hier entwerfen sie neue Choreografien, unter anderem zu Vivaldis Sommer, die ebenfalls auf ein begeistertes Publikum stoßen. Für Loïe, die immer zur Oper wollte, wird nun ein persönlicher Traum wahr: Dank Louis’ Vermittlung darf sie in der Pariser Oper auftreten.
Die Probenzeit bringt Loïe an ihre körperlichen Grenzen. Da sie ihre Theaterprogramme übertreffen will, entscheidet sie sich für besonders starke Lampen, die mit ihrer Leuchtkraft ihre Augen angreifen. Die Lampen gelten aufgrund ihrer Stärke zudem als gefährlich für Künstler und Publikum. Körperlich leidet Loïe unter dem Training, hat ständig Schmerzen und Blessuren. Andere Umstände machen es ihr ebenfalls nicht leicht: Louis ist depressiv und permanent selbstmordgefährdet und mit der jungen und grazilen Isadora Duncan ist eine neue Tänzerin in Loïes Team gekommen, die bald Loïes neue Konkurrentin wird. Loïe erkennt Isadoras Talent und beginnt sie zu fördern. Sie soll als Vorprogramm zu ihrem Auftritt in der Pariser Oper tanzen, doch kommt es zwischen beiden Frauen zunehmend zu Auseinandersetzungen. Der Leiter der Pariser Oper, Armand Duponchel, ist bald mehr von Isadora angetan, gegen die Loïes Tanzstil schwerfällig wirkt. Isadora wiederum erkennt ihren Wert und will mit Loïe einen besseren Vertrag aushandeln. Sie ahnt, dass Loïe Interesse an ihr hat, beginnt sie zu verführen und verlässt die Stadt mit dem Hinweis, für einen besseren Vertrag zu Loïe zurückzukehren. Loïe bricht am Vorabend ihres Auftritts in der Pariser Oper vollkommen zusammen. Obwohl niemand es für möglich hält, tritt sie am nächsten Tag auf und tanzt um ihr Leben. Während des Tanzes explodiert plötzlich eine der starken Lampen und Loïe stürzt von ihrem Bühnenpodest. Obwohl ihr Auftritt abgebrochen wird, ist das Publikum von ihrem Tanz begeistert. Louis hat den Auftritt nicht verfolgt – er nimmt sich das Leben, was Loïe nach ihrem Auftritt von Gabrielle erfährt.
Einige Zeit später leben Loïe, Gabrielle und die Tänzerinnen immer noch auf Louis’ Schloss. Loïe erhält die Unterlagen, die ihre Tanzchoreografien urheberrechtlich schützen werden. Sie muss diese nur noch unterschreiben.

## Produktion

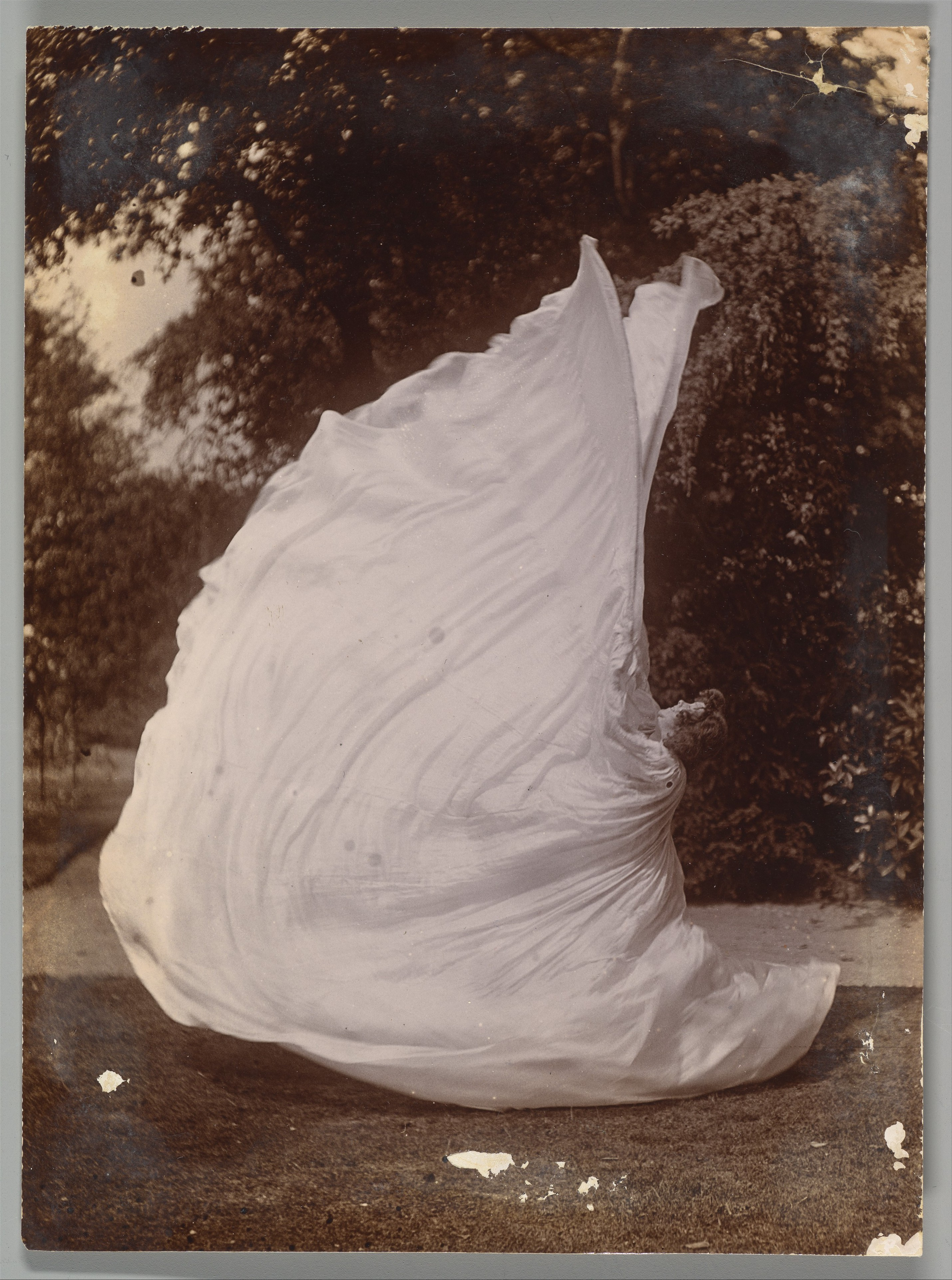
Loïe Fuller um 1900 auf einer Fotografie von Samuel Joshua Beckett

Die Tänzerin war das Regiedebüt von Stéphanie Di Giusto. Der Film basiert lose auf der Biografie Loïe Fuller. Danseuse de la belle époque von Giovanni Lista. Er spart Fullers offen ausgelebte Homosexualität fast vollständig aus. Dem Film wurde vorgeworfen, dass die sich im realen Leben ausschließlich mit Frauen umgebende Fuller im Film mit der fiktiven Figur des Grafen Louis d’Orsay zudem einen männlichen Liebhaber erhält, die gut dokumentierte lesbische Beziehung Fullers zu Gabrielle Bloch hingegen komplett ausblendet. Regisseurin Di Giusto äußerte sich zu den Vorwürfen: „Loïe Fuller war lesbisch, und mir war es wichtig, dass dies nicht zum Sujet des Films wird.“
Der Film wurde ab Ende September 2015 unter anderem in Château-l’Hermitage (Priorei und Kirche), Paris (u. a. Opéra Garnier, Spiegeltanzszene in der Opéra de Paris) sowie in Vichy (u. a. Opéra de Vichy, Hôtel Aletti Palace) gedreht. Im Oktober 2015 fanden zudem Dreharbeiten im Schloss Fontainebleau statt. In Amerika spielende Szenen entstanden in der Region Auvergne-Rhône-Alpes (u. a. Allier), weitere Aufnahmen wurden in der Tschechischen Republik gedreht. Die Kostüme schuf Anaïs Romand, die Filmbauten stammen von Carlos Conti. SoKo drehte alle Tanzszenen selbst. Im Vorfeld der Dreharbeiten trainierte sie dafür zwei Monate lang sieben Stunden täglich.
Die Tänzerin erlebte am 13. Mai 2016 im Rahmen der Internationalen Filmfestspiele von Cannes seine Premiere, wo er im Rahmen der Reihe Un certain regard gezeigt wurde. Er lief am 28. September 2016 in den französischen Kinos an, wo er von rund 91000 Zuschauern gesehen wurde. In Deutschland wurde der Film erstmals am 25. Juni 2016 auf dem Filmfest München gezeigt und kam am 3. November 2016 in die Kinos.

## Synchronisation
| Rolle          | Darsteller     | Synchronsprecher |
| -------------- | -------------- | ---------------- |
| Loïe Fuller    | SoKo           | Janina Dietz     |
| Isadora Duncan | Lily-Rose Depp | Lea Kalbhenn     |
| Jeff           | Charlie Morgan | Jan Langer       |

## Auszeichnungen
Die Tänzerin wurde 2016 in Cannes für die Goldene Kamera, die Queer Palm und den Prix Un certain regard nominiert, gewann jedoch keinen der Preise. Im Jahr 2017 erhielt der Film beim Prix Lumières eine Nominierung für den Prix Heike Hurst für das Beste Erstlingswerk sowie Nominierungen für einen Prix Lumières in den Kategorien Beste Nachwuchsdarstellerin (Lily-Rose Depp), Beste Darstellerin (SoKo) und Beste Kamera (Benoît Debie). Debie war zudem 2017 für einen Magritte in der Kategorie Beste Kamera nominiert.
Anaïs Romand gewann 2017 für Die Tänzerin einen César in der Kategorie Beste Kostüme. Weitere César-Nominierungen erhielt der Film in den Kategorien Beste Hauptdarstellerin (SoKo), Beste Nebendarstellerin (Mélanie Thierry), Beste Nachwuchsdarstellerin (Lily-Rose Depp), Bestes Szenenbild (Carlos Conti) und Bestes Erstlingswerk (Stéphanie Di Giusto, Alain Attal).

## Rezeption
Der Film wurde von der Filmkritik mehrheitlich gelobt.
Da die Regisseurin jedoch die tatsächliche, langjährige lesbische Liebesbeziehung Fullers zu Gabrielle Bloch verschweigt, ihr stattdessen eine heterosexuelle Liebesgeschichte andichtet und die fiktive lesbische Romanze mit Duncan in ein eher negatives Licht stellt, wurden ihr in Frankreich aus lesbischen Kreisen Lesbophobie und eine „heterozentristische“ Sichtweise vorgeworfen.
Vom Radiosender Franceinfo wurde der Film als revisionistisch bezeichnet.